# 550 (numero)
Cinquecentocinquanta (550) è il numero naturale dopo il 549 e prima del 551.

## Proprietà matematiche
- È un numero pari.
- È un numero composto con 12 divisori: 1, 2, 5, 10, 11, 22, 25, 50, 55, 110, 275, 550. Poiché la somma dei suoi divisori (escluso il numero stesso) è 566, è un numero abbondante.
- È un numero di Harshad.
- È un numero piramidale pentagonale.
- È un numero nontotiente (per cui la equazione φ(x) = n non ha soluzione).
- È un numero congruente.
- È parte delle terne pitagoriche (154, 528, 550), (330, 440, 550), (480, 550, 730), (504, 550, 746), (550, 1320, 1430), (550, 3000, 3050), (550, 6864, 6886), (550, 15120, 15130), (550, 75624, 75626).

## Astronomia
- 550 Senta è un asteroide della fascia principale del sistema solare.
- NGC 550 è una galassia spirale della costellazione della Balena.

## Astronautica
- Cosmos 550 è un satellite artificiale russo.